# We Live
We Live – piąty album doom metalowego zespołu Electric Wizard i pierwszy nagrany w nowym składzie. Ze względu na dodanie drugiego gitarzysty, Liz Buckingham, utwory są bardziej złożone niż dotychczas.
Wiele materiału z płyty zostało zrobione podczas toksycznej współpracy między Jusem Obornem a ex-członkami zespołu, Markiem Greeningiem i Timem Bagshawem. Oborn udzielił kilka wywiadów jeszcze w oryginalnym składzie, ale tytuł "We Live" jest zdecydowanym oświadczeniem dla reszty członków zespołu. Na początku pracy, posiłkując się okładkę, płytę zatytułowano "The Electric Wizard", potem wewnątrz książeczki - "Electric Wizard II". W książeczce znajduje się także zdanie: "Boże chroń mnie przed przyjaciółmi, bo wrogów się nie boję"
Na tym albumie Electric Wizard kontynuuje inspirowanie się horrorami. Eko Eko Azarak to tytuł pierwszego z serii japońskich filmów grozy, reżysera Shimako Sato, a Tutti I Colori Del Buio i Living Dead at Manchester Morgue to tytuł filmu Sergio Martino z 1972 roku i horroru Jorge Grau z 1974 roku. Oprócz tego utwór We Live otwiera wycinek dialogu z horroru Dona Sharpa z 1973 roku, Psychomania.

## Lista utworów
1. "Eko Eko Azarak" – 10:48
I. "Invocation"
II. "Ritual"
2. "We Live" – 7:46
3. "Flower of Evil (a.k.a. Malfiore)" – 7:29
4. "Another Perfect Day?" – 8:03
5. "The Sun Has Turned to Black" – 6:25
6. "Saturn's Children" – 15:08

Dodatkowe utwory na reedycjach:
1. "Tutti I Colori Del Buio" (Wszystkie kolory czerni) – 16:13 (edycja winylowa)
2. "The Living Dead at Manchester Morgue" – 4:59 (jako dodatkowe 7" na winylowej reedycji z 2006 roku, i jako dodatkowy utwór na reedycji CD w 2006 roku)

## Muzycy
- Jus Oborn - gitara, śpiew
- Liz Buckingham - gitara
- Rob Al-Issa - gitara basowa
- Justin Greaves - perkusja
- Okładka - Tony R.
- Teksty - Jus Oborn
- Muzyka - Electric Wizard

## Historia wydawnictwa
| Rok  | Wytwórnia        | Format | Kraj              | Wyprzedany? | Uwagi                                                                                                |
| ---- | ---------------- | ------ | ----------------- | ----------- | --- |
| 2004 | Rise Above       | CD     | Wielka Brytania   | Tak         | |
| 2004 | Rise Above       | LP     | Wielka Brytania   | Tak         | zawiera dodatkowy utwór; limitowane 1000 kopii na purpurowym winylu                                  |
| 2004 | The Music Cartel | CD     | Stany Zjednoczone | Tak         | |
| 2004 | JVC Victor       | CD     | Japonia           | Tak         | |
| 2006 | Rise Above       | LP+7"  | Wielka Brytania   | Tak         | zawiera 2 dodatkowe utwory, 1 jako dodatkowe 7"; limitowane 1000 kopii (500 zielonych, 500 czarnych) |
| 2006 | Rise Above       | DigiCD | Wielka Brytania   | Nie         | wersja remasterowana; zawiera dodatkowy utwór                                                        |
| 2008 | Candlelight      | DigiCD | Stany Zjednoczone | Nie         | wersja remasterowana; zawiera dodatkowy utwór                                                        |